# Paradise (album Purple Disco Machine)
Paradise è il terzo album in studio del DJ tedesco Purple Disco Machine, pubblicato il 20 settembre 2024 dalla Columbia.
Dall'album sono stati estratti dieci singoli pubblicati tra il 2023 e il 2024.

## Tracce
1. W.T.P (feat. Metronomy) – 4:27
2. Beat of Your Heart (feat. Ásdís) – 3:29
3. Dirty Pleasures (feat. Jake Shears e Lorenz Rhode) – 5:32
4. Honey Boy (feat. Benjamin Ingrosso, Nile Rodgers e Shenseea) – 3:47
5. Paradisco (feat. Dabeull) – 7:06
6. Paradise (feat. Sophie and the Giants) – 3:17
7. Bad Company – 4:42
8. Contact (feat. Tobi e Yung Bae) – 5:06
9. Can't Stop Loving You (feat. Morgan) – 3:16
10. Substitution (feat. Kungs e Julian Perretta) – 3:01
11. Heartbreaker (feat. Chromeo) – 3:50
12. Something on My Mind (feat. Nothing but Thieves e Duke Dumont) – 3:36
13. Higher Ground (feat. Roosevelt) – 4:33
14. All My Life (feat. The Magician) – 3:23
15. Die Maschine (feat. Friedrich Liechtenstein) – 8:47

## Classifiche
| Classifica (2024) | Posizione massima |
| ----------------- | ----------------- |
| Austria           | 15                |
| Belgio (Fiandre)  | 26                |
| Belgio (Vallonia) | 78                |
| Francia           | 69                |
| Germania          | 11                |
| Italia            | 49                |
| Svizzera          | 13                |